# Deucravacitinib
Deucravacitinib (Handelsname Sotyktu; Hersteller Bristol Myers Squibb) ist ein Arzneistoff aus der Gruppe der Tyrosinkinasehemmer, der in der Behandlung von Schuppenflechte eingesetzt wird. Es ist ein first-in-class-Wirkstoff und der erste de novo deuterierte Wirkstoff, der zugelassen wurde.

## Klinische Angaben

### Anwendungsgebiete
Deucravacitinib wird gegen moderate bis schwere Schuppenflechte bei Patienten, die für eine systemische Therapie in Frage kommen, eingesetzt. Der Wirkstoff wird oral angewendet (eingenommen).

### Gegenanzeigen
Vor der Gabe von Deucravacitinib sollte eine latente Tuberkuloseerkrankung ausgeschlossen und ggf. vor Gabe von Deucravacitinib behandelt werden.

### Anwendung während Schwangerschaft und Stillzeit
Die Therapeutic Goods Administration (TGA) empfiehlt den Einsatz während der Schwangerschaft nicht, da das Medikament nur an einer begrenzten Anzahl schwangerer Frauen getestet wurde. Obwohl weder in den Studien noch in Tierversuchen ein erhöhtes Risiko für Schäden am Kind festgestellt wurden, wird keine Empfehlung ausgesprochen.

### Unerwünschte Wirkungen
In den klinischen Studien wurden Allergien gegen Deucravacitinib, Infektionen, Reaktivierung von Viren, Lymphome, Rhabdomyolyse und erhöhte Triglyceridwerte beobachtet. Es ist nicht bekannt, ob weitere Nebenwirkungen, wie sie von anderen Januskinasehemmern bekannt sind, auftreten können.

## Pharmakologische Eigenschaften

### Wirkungsmechanismus
Deucravacitinib hemmt die Tyrosinkinase 2 (TYK2). Dabei bindet es an die Pseudokinasedomäne JH2, wodurch eine hohe Selektivität gegeben ist und die Januskinasen JAK1, JAK2 und JAK3 in therapeutischen Dosen nicht gehemmt werden. Durch die Hemmung von TYK2 werden Signalkaskaden blockiert, an denen die Interleukine IL-12 und IL-23 sowie Alpha-Interferone beteiligt sind.

### Pharmakokinetik
Deucravacitinib wird nach oraler Verabreichung rasch und nahezu vollständig resorbiert (Bioverfügbarkeit > 99 %). Maximale Plasmaspiegel treten nach 2 bis 3 Stunden auf.  Die terminale Eliminationshalbwertszeit beträgt rund 10 Stunden.

## Chemie
Strukturell handelt es sich bei Deucravacitinib um ein Pyridazin-Derivat. Dieses trägt eine Carbonsäuregruppe, die in eine vollständig deuterierte Methylamidgruppe überführt wurde, sowie eine Amidgruppe, die einen Cyclopropylrest trägt. Über eine Aminogruppe ist es mit einem Anisolderivat verknüpft, welches mit einem Methyltriazol aryliert ist. 
Die deuterierte Methylgruppe im Molekül führt zu einer höheren Selektivität, da das Amid in vivo langsamer demethyliert wird. Grund dafür ist der kinetische Isotopeneffekt. Das demethylierte Molekül verliert die Selektivität für TYK2 und kann ebenfalls die Januskinasen 1, 2 und 3 hemmen, wodurch unerwünschte Wirkungen auftreten können.

### Synthese
In einer konvergenten Synthese werden zunächst ein Anilinfragment und eine Dichlorpyridazincarbonsäure hergestellt.
Die Synthese des Anilinfragments beginnt mit 5-Chlor-2-methoxybenzonitril, das unter basischen Bedingungen mit N-Methylformylhydrazin zum Triazol cyclisiert wird. Als Hilfsbase dient Kalium-tert-butanolat (KOtBu). Anschließend wird der Benzolring nitriert und die Nitrogruppe wird zur Aminogruppe hydriert. Als Hydrierkatalysator dient Palladium auf Aktivkohle. In diesem Schritt wird auch das Chloratom durch Wasserstoff ersetzt. Letzteres ist erwünscht, da das Chloratom lediglich für die Regioselektivität der Nitrierung nötig war.

Synthese des Anilinfragments
Für die Dichlorpyridazincarbonsäure wird Diethyl-1,3-acetondicarboxylat diazotiert. Durch Reduktion mit Tributylphosphin wird eine Cyclisierung zum Ethyl-4,6-dihydroxypyridazin-3-carboxylat eingeleitet. Es folgt eine Deoxychlorierung mit Phosphorylchlorid, wobei das Dichlorderivat zunächst nicht isoliert, sondern mit DIPEA und Lithiumbromid zum Lithiumsalz verseift wird.

Synthese des Pyridazinfragments
Das Dichlorpyridazincarboxylat wird unter Katalyse durch Zinkacetat mit dem Anilinfragment verknüpft. Es folgt eine Palladium-katalysierte Kreuzkupplung mit Cyclopropylcarbonsäureamid, als Ligand dient dabei eine von Josiphos abgeleitete Verbindung (SL-J009), als Hilfsbasen dienen Kaliumcarbonat und DBU. Der finale Schritt der Synthese ist die Amidierung mit dem deuterierten Amin. Da dieses als Gas vorliegt, wird stattdessen das Hydrochlorid verwendet. Als Kupplungsreagenz wird EDC mit 1-Hydroxybenzotriazol (HOBt) und 1-Methylimidazol (NMI) verwendet.

finale Syntheseschritte zum Deucravacitinib
Die Synthese verläuft in einer Ausbeute von 43 % und wurde laut Hersteller bereits genutzt, um mehr als eine Tonne des Wirkstoffs herzustellen.

## Handelsnamen
Monopräparate: Sotyktu (USA, AUS, EU)
Hersteller Bristol-Myers Squibb